# Ablerus americanus
Ablerus americanus är en stekelart som beskrevs av Girault 1916. Ablerus americanus ingår i släktet Ablerus och familjen växtlussteklar. Inga underarter finns listade i Catalogue of Life.